# Heterochroma albipuncta
Heterochroma albipuncta är en fjärilsart som beskrevs av Jones 1908. Heterochroma albipuncta ingår i släktet Heterochroma och familjen nattflyn. Inga underarter finns listade i Catalogue of Life.